# La fée des roches noires
La fée des roches noires è un cortometraggio del 1902 diretto da Ferdinand Zecca.